# Триозофосфатный транслокатор
Триозофосфатный транслокатор (ТФТ) — интегральный белок-переносчик внутренней мембраны хлоропластов. Он осуществляет экспорт триозофосфатов, образовавшихся в цикле Кальвина, в цитоплазму в обмен на неорганический фосфат (действует как антипорт). Белок ТФТ — димер, состоящий из двух идентичных субъединиц и содержит от шести до восьми гидрофобных доменов, которые образуют трансмембранные α-спирали. В качестве субстратов ТФТ использует дигидроксиацетонфосфат, глицеральдегид-3-фосфат а также 3-фосфоглицериновую кислоту (3-ФГК). Таким образом, в цитоплазму попадает углерод, необходимый для синтеза сахарозы, а в хлоропласты транспортируется фосфат, который используется для регенерации АТФ и синтеза новых триозофосфатов. Кроме поддержания баланса фосфора между цитоплазмой и пластидами, триозофосфатный транслокатор способен экспортировать триозофофсфаты в обмен на 3-ФГК. В цитозоле ДГАФ или 3-ФГА подвергаются окислению в процессе гликолиза, что приводит к восстановлению одной молекулы НАД+ до НАДН и синтезу одной молекулы АТФ. Триозофосфат, окисленный до состояния 3-ФГК, вновь транспортируется в хлоропласт, где поступает в цикл Кальвина, а новый триозофосфат выходит в цитоплазму. Таким образом, ТФТ транспортирует восстановительные эквиваленты и АТФ в цитоплазму; этот механизм особенно важен, поскольку у пластид высших растений, в отличие от митохондрий, нет транспортёров, которые могли бы перекачивать АТФ или АДФ